# Euaggelos Rallīs
Euaggelos Rallīs (in greco Ευάγγελος Ραλλις?, traslitterato anche come Evangelos Rallis; fl. XIX secolo) è stato un tennista greco.
Partecipò ai tornei di tennis delle prime Olimpiadi moderne che si svolsero ad Atene nel 1896. Uscì ai quarti di finale nel singolare, mentre nel doppio, insieme a Konstantinos Paspatis, fu eliminato al primo turno (quarti di finale).